# Конрадс, Джон
Джон Ко́нрадс (англ. John Konrads, латыш. Jānis Konrads; 21 мая 1942, Рига, Рейхскомиссариат Остланд — 25 апреля 2021, Сидней, Австралия) — австралийский пловец латвийского происхождения, чемпион летних Олимпийских игр 1960 года на дистанции 1500 м вольным стилем.

## Биография
Родился 21 мая 1942 года в Риге в семье Яниса и Эльзы Конрадсов. Во время Второй Мировой войны, в августе 1944 года, перед наступлением советской армии на Прибалтику, вместе с семьёй эмигрировал в Германию. В 1949 году, после отказа американских властей в иммиграционной визе США, семья Конрадс переехала в Австралию, в мигрантский центр в небольшом городе Еранквинти в Новом Южном Уэльсе. 
Начал заниматься плаванием под руководством тренера Дональда Талбота. Был отобран в резерв сборной Австралии на летние Олимпийские игры 1956 года в Мельбурне, но участия в играх не принял. На Играх Содружества наций в 1958 году в Кардиффе стал трёхкратным чемпионом в плавании вольным стилем — на дистанциях 440 и 1650 ярдов и в эстафете 4×220 ярдов. Во время подготовки к следующим Олимпийским играм 1960 года в Риме установил 8 мировых рекордов на различных дистанциях от 200 м до 1650 ярдов.
В составе сборной Австралии принял участие в летних Олимпийских играх 1960 года в Риме. На дистанции 1500 м вольным стилем стал олимпийским чемпионом с новым олимпийским рекордом. Также завоевал две бронзовые медали — на дистанции 400 м вольным стилем и в эстафете 4×200 м вольным стилем вместе с Джоном Девиттом, Марри Роуз и Дэвидом Диксоном.
В 1961—1963 годах обучался в университете Южной Калифорнии. Прошёл квалификацию на Олимпийские игры 1964 года в Токио в эстафету 4x200 м вольным стилем, но не участвовал в соревнованиях и фактически ушел из плавания в том же году в возрасте 22 лет.

## После спорта
После завершения спортивной карьеры Конрадс в течение 6 лет работал тренером по плаванию в Париже. После возвращения в Австралию руководил австралийским филиалом косметической компании L’Oréal. Позже он стал генеральным директором по маркетингу компании Ansett, а затем генеральным директором Melbourne Major Events Company, отвечая, среди прочего, за проведение Гран-при Формулы-1 в Мельбурне. Он помогал с заявкой на проведение Олимпийских игр в Сиднее в 2000 году и был директором компании, управляющей аква- и фитнес-центром Cook and Phillip Park.
В 1985 году олимпийские медали Конрадса, которые он описал в интервью австралийской газете как свои «самые ценные вещи», были украдены из его дома. Международный олимпийский комитет подарил Конрадсу набор копий медалей в рамке в качестве замены утраченным. Однако 24 года спустя, в 2009 году, медали снова появились на рынке коллекционеров после того, как женщина из Джелонга попыталась продать их онлайн. Она купила их на распродаже десять лет назад, и поэтому ей не были предъявлены обвинения в краже. В 2011 году Национальный музей Австралии приобрёл медали и личные вещи Конрадса. 
Успешные периоды жизни Конрадса чередовались с периодами депрессии, сначала незначительной, а затем всё более серьёзной. Был публичным оратором по теме депрессии, основываясь в основном на своём личном опыте. Он говорил, что научиться справляться с психическим заболеванием было самым большим испытанием в его жизни.
Умер 25 апреля 2021 года в Сиднее.

## Семья
- Отец — Янис Конрадс;
- Мать — Эльза Конраде;
- Сестра — Илза Конрадс, австралийская пловчиха, серебряный призёр Олимпийских игр 1960 года в эстафете 4×100 м вольным стилем.

## Награды
- В 1971 году вместе с сестрой Илзей Конрадс введён в Зал славы мирового плавания[5].
- В 1987 году введён в Зал славы австралийского спорта[англ.].
- В 2000 году награждён Австралийской спортивной медалью[англ.][6].